# Justin Möbius
Justin Möbius (* 21. April 1997 in Berlin) ist ein deutscher Fußballspieler.

## Karriere
Möbius begann seine Karriere beim BFC Dynamo. Nachdem er beim Hertha BSC und bei Tennis Borussia Berlin gespielt hatte, kam er 2011 zum VfL Wolfsburg. Zur Saison 2016/17 stieg er in den Amateurkader auf. Sein Debüt in der Regionalliga gab er im Juli 2016 gegen den ETSV Weiche Flensburg.
Im Oktober 2016 erhielt Möbius einen bis Juni 2020 gültigen Profivertrag. Im selben Monat debütierte er für die Profis im DFB-Pokal gegen den 1. FC Heidenheim. Sein Debüt in der Bundesliga gab er im Dezember 2016 gegen den FC Bayern München, als er in der 61. Minute für Borja Mayoral eingewechselt wurde.
Der Vertrag wurde im Juni 2018 vorzeitig aufgelöst und Möbius schloss sich dem Karlsruher SC an. Seinen ersten Pflichtspieleinsatz für den KSC hatte er am 25. August 2018, dem 5. Spieltag, als er in der 85. Spielminute für Martin Röser eingewechselt wurde. Sein erstes Tor für Karlsruhe erzielte er bei der Heimniederlage gegen die Sportfreunde Lotte am 1. September 2018, dem 6. Spieltag, zum 1:3-Endstand. Zwar kam er nicht über die Rolle der Ergänzungsspielers hinaus; gleichwohl stieg er mit dem KSC am Saisonende in die 2. Bundesliga auf. Im Sommer 2020 wechselte er zu Preußen Münster in die Regionalliga West. Ein Jahr später wechselte er zum BFC Dynamo.

## Erfolge
Karlsruher SC
- Aufstieg in die 2. Bundesliga: 2019